# Atomski sat
Atomski sat na bazi cezija je sat koji koristi elektromagnetsko zračenje, koje nastaje kod prijelaza između dviju hiperfinih razina osnovnog stanja atoma cezija-133 na temperaturi od 0 K. Prvi atomski sat je napravljen 1955. u Velikoj Britaniji. Od tada, njegova izrada je toliko napredovala, da se smatra jednim od najpreciznijih uređaja, koje je čovjek napravio u svojoj povijesti. Najnovija generacija atomskih satova ima najveću grešku od 1 sekunde u 30 milijuna godina.
Atomski sat je najtočniji sat na svijetu. On čak preciznije mjeri vrijeme od rotacije Zemlje i kretanja zvijezda. Bez njega ne bi bio izvodljiv ni GPS (Global Positioning System), navigacija bi bila otežana, položaji planeta ne bi se mogli određivati tako precizno, ne bi bilo moguće tako precizno planiranje svemirskih letova.
I atomski i običan mehanički sat za mjerenje vremena koriste titranje ili osciliranje, ali kod atomskog sata je ono određeno masom jezgre atoma i silom gravitacije, te elektrostatičkom “oprugom” između pozitivnog naboja jezgre i elektronskog oblaka.

## Način rada
Atomi imaju karakteristične frekvencije titranja. Najpoznatija frekvencija narančasti je sjaj natrija iz kuhinjske soli, kada se prospe po plamenu. Atom može imati različite frekvencije, ali je cezij-133 element koji se najčešće koristi u atomskim satovima.
Da bi se cezijeva atomska rezonancija iskoristila za atomski sat, potrebno je precizno izmjeriti jednu od njegovih frekvencija, što se obično čini vezivanjem jednog kristalnog oscilatora za glavnu mikrovalnu rezonanciju cezijevog atoma. Taj signal je u mikrovalnom području elektromagnetskog spektra i, sasvim slučajno, u istoj je vrsti frekvencija kao direktno emitirani satelitski signali.
Da bi se napravio atomski sat, cezij se prvo zagrijava i atomi prolaze kroz cijev pod visokim vakuumom – prvo kroz magnetsko polje koje odabire atome odgovarajućeg energetskog stanja, pa potom prolaze kroz intenzivno mikrovalno polje. Frekvencija mikrovalne energije titra natrag i naprijed u uskom području frekvencija, tako da u jednoj točki svakog ciklusa prelazi frekvenciju od točno 9 192 631 770 Hertza. Domet mikrovalnog generatora je ionako blizu baš toj frekvenciji, jer potječe od preciznog kristalnog oscilatora. Kad atom cezija primi mikrovalnu energiju na točnoj frekvenciji, njegovo energetsko stanje se mijenja.
Na drugoj strani cijevi, drugo magnetsko polje izdvaja atome izmijenjenog energetskog stanja ako je mikrovalno polje na točnoj frekvenciji. Jedan detektor na kraju cijevi daje izlaz proporcionalan broju cezijevih atoma koji ga udaraju, pri čemu su najveće vrijednosti izlaza onda kad je mikrovalna frekvencija točna. Ta najveća vrijednost se potom koristi za izvođenje male ispravke, kako bi se kristalni oscilator, odnosno mikrovalno polje, postavili na preciznu frekvenciju. Tako utvrđena frekvencija se potom dijeli s 9 192 631 770, kako bi se dobio jedan otkucaj po sekundi potreban u realnom svijetu.
Danas postoji više vrsta atomskih satova, ali svi rade na sličan način. Najveća razlika među njima se odnosi na element koji koriste kao sredstvo otkrivanja promjene energetskih razina: cezijev koristi snop cezijevih atoma, pri čemu sat uz pomoć magnetskog polja razdvaja cezijeve atome različitih energetskih razina; vodikovi atomski satovi održavaju atome vodika na odgovarajućoj energetskoj razini u jednom spremniku sa zidovima od specijalnog materijala, tako da atomi ne gube prebrzo visoku energetsku razinu. Najjednostavniji i najkompaktniji, rubidijevi atomski satovi, koriste staklenu ćeliju s plinom rubidijem, koja mijenja upijanje svjetlosti na optičkoj rubidijevoj frekvenciji, kad je okolna mikrovalna frekvencija točna. Najprecizniji su cezijevi atomski satovi s normalnim magnetskim poljem.

## Povijest
Prvi koji je predložio ideju korištenja elektromagnetskog zračenja, koje nastaje kod prijelaza između dviju razina osnovnog stanja atoma, je bio Lord Kelvin 1879. Isidor Rabi je 1930-tih razvio magnetsku rezonanciju i to je bio prvi praktični način da se to primijeni. 1949. je u SAD napravljen prvi amonijev maser, koji je imao veću grešku od kvarcnih satova, ali je radio na sličan način kao današnji atomski satovi. Prvi točan atomski sat je napravio Louis Essen u Velikoj Britaniji 1955., na osnovu atoma cezija-133. Točnost toga sata je dovela da je svojstvo cezija-133 izabrano od Međunarodnog sustava mjernih jedinica za određivanje trajanja jedne sekunde. Sekunda je trajanje od 9 192 631 770 perioda zračenja koje odgovara prijelazu između dviju hiperfinih razina osnovnog stanja atoma cezija-133 na temperaturi od 0 K.
Od tada se za atomske satove koriste vodik-1, cezij-133 i rubidij-87, ali ipak cezij-133 je najtočniji. Atomski sat FOCS-1 u Švicarskoj, koji je počeo raditi 2004., ima najveću grešku od 1 sekunde u 30 milijuna godina.

## Kvantni sat
2008.fizičari iz NIST-a (engl. National Institute of Standards and Technology) su prikazali kvantni sat, koji se zasniva na pojedinim ionima berilija i aluminija. To je najtočniji sat do tada, s najvećom greškom od 1 sekunde u milijardu godina. 2010. ista je grupa fizičara prikazala novi, još točniji sat, koji se zasniva na pojedinim ionima magnezija i aluminija, i koji je dvostruko točniji od prethodnog.